# پیمان‌نامه حقوق کودک
پیمان‌نامۀ حقوق کودک یک کنوانسیون بین‌المللی است که حقوق مدنی، سیاسی، اقتصادی، اجتماعی و فرهنگی کودکان را بیان می‌کند. دولت‌هایی که این معاهده را امضا کرده‌اند موظف به اجرای آن هستند و شکایت‌های راجع به آن به کمیته حقوق کودک ملل متحد تسلیم می‌شود.
این کنوانسیون در ۲۰ نوامبر ۱۹۸۹ مورد پذیرش مجمع عمومی سازمان ملل متحد قرار گرفت و از ۲ سپتامبر ۱۹۹۰ (سی روز پس از تودیع بیستمین سند تصویب یا الحاق) لازم‌الاجرا شده‌است. تاکنون ۱۹۳ کشور (تمام اعضای ملل متحد به جز ایالات متحده آمریکا) این سند را تصویب کرده‌اند یا به آن ملحق شده‌اند. به این ترتیب مقبول‌ترین سند حقوق بشر در تاریخ می‌باشد.

## استانداردهای جهانی و نسبیت گرایی فرهنگی
استانداردهای جهانی حقوق بشر در کنفرانس جهانی حقوق بشر در وین (۱۹۹۳)، هنگامی که تعدادی از دولت‌ها (از جمله چین، اندونزی، مالزی و ایران) به مخالفت جدی با ایده حقوق بشر جهانی اعتراض کردند، مورد چالش قرار گرفتند.
تنش‌های ایجاد شده، بر سر رویکردهای «جهانی» و «نسبی» است که در طراحی استانداردها و راهبردهای مقابله با سوءاستفاده از توانایی کودکان برای کار و غلبه بر آن‌ها مورد استفاده قرار می‌گیرد.

## ازدواج و برده داری کودک
بعضی از محققان، روابط برده‌داری و شبه برده‌داری را با بسیاری از ازدواج‌های کودکی تشبیه می‌کنند. ازدواج کودک به عنوان برده‌داری مستقیماً با کنوانسیون حقوق کودک مطابقت ندارد.

## عضویت ایران
دولت جمهوری اسلامی ایران در اسفند ۱۳۷۲ با «قانون اجازه الحاق دولت جمهوری اسلامی ایران به کنوانسیون حقوق کودک» و با تصویب مجلس شورای اسلامی و تأیید شورای نگهبان رسماً این کنوانسیون را پذیرفت؛ مشروط بر آن که مفاد آن در هر مورد و هر زمان در تعارض با قوانین داخلی و موازین اسلامی باشد یا قرار گیرد از طرف دولت جمهوری‌اسلامی ایران لازم‌الاجرا نباشد.
از سال ۷۲ تا ۸۸ وزارت امور خارجه به نمایندگی از دولت امور مربوط به اجرای مفاد کنوانسیون و وظیفه نظارت و تنظیم و ارسال گزارش ادواری آن را بر عهده داشت و از دی‌ماه ۱۳۸۸ با مصوبه دولت، مسئولیت این کنوانسیون به وزارت دادگستری واگذار شد.

## محتوا
کودک بر اساس مادۀ یک این پیمان به هر انسان کمتر از ۱۸ سال گفته می‌شود. مگر آن که قانون قابل اعمال در مورد کودک سن قانونی کمتری را تعیین کرده باشد.
این کنوانسیون شامل ۵۴ ماده بوده و همچنین پس از حدود ۱۱ سال دو پروتکل اختیاری به آن الحاق شده است که چهار اصول پایه‌ای آن را جهت می‌دهد:
- هیچ کودکی نباید از تبعیض رنج ببرد.
- زمانی‌که در رابطه با کودکان تصمیم‌گیری می‌شود، باید مصالح عالیه آنان در راس قرار گیرد.
- کودکان حق حیات داشته و باید رشد کنند.
- کودکان حق دارند آزادانه عقاید و نظرات خود را ابراز کنند و این نظرات در تمامی اموری که به آن‌ها مربوط می‌شود، باید مورد توجه قرار گیرد.[۶]

## حقوق مندرج در کنوانسیون
در کنوانسیون حقوق کودک و دو پروتکل آن بسیاری از حقوق کودک مشخص گردیده است، از این حقوق میتوان به حق ثبت ولادت، ثبت نام و ثبت تابعیت، حق بر همبستگی خانوادگی، حق بر سلامت، حق بر آموزش، حق مصونیت از سواستفاده و استثمار جنسی و کاری و ... اشاره داشت. با اینحال باید در نظر داشت که تمام این حقوق در حول اصول کلی کنوانسیون حقوق کودک در گردشند و باید به وسیله این اصول شناخته شوند: این چهار اصل عمومی عبارتند از منع تبعیض (ماده 2)، مصالح عالیه (ماده 3) ، حق بر حیات، بقا و رشد (ماده 6)  و حق بر شنیده شدن (ماده 12). 

## کمیته حقوق کودک ملل متحد
کمیته حقوق کودک ملل متحد نهادی برای بررسی پیشرفت کشورهای عضو در دستیابی به تحقق تعهدات ناشی از پیمان است که به موجب ماده ۴۳ کنوانسیون تأسیس شده و از ده کارشناس تشکیل می‌شود که از اتباع کشورهای عضو با توجه به پراکندگی جغرافیایی و نظام‌های حقوقی اصلی انتخاب می‌شوند. وظیفه اصلی این کمیته بررسی گزارش‌های رسیده از کشورهای عضو کنوانسیون، ارائه پیشنهادها یا توصیه‌های کلی بر اساس بررسی گزارش‌ها درخواست مشاوره و مساعدت فنی از صندوق کودکان ملل متحد، سازمان‌های تخصصی ملل متحد و دیگر نهادهای دارای صلاحیت است.
گزارش کشورهای عضو به کمیته باید تا دو سال پس از تصویب یا الحاق و پس از آن هر پنج سال یک‌بار صورت پذیرد. کمیته نیز بایستی گزارش فعالیت‌های خود را هر دو سال یک‌بار به مجمع عمومی تسلیم کند.

## پروتکل‌های اختیاری
در ۲۵ مه ۲۰۰۰ الحاق دو پروتکل اختیاری به کنوانسیون مورد پذیرش مجمع عمومی سازمان ملل متحد قرار گرفت. یکی «پروتکل الحاقی دربارهٔ خرید و فروش کودکان، روسپی گری کودکان و هرزه‌نگاری کودکان» که این اقدامات را در کشورهای عضو ممنوع می‌سازد. اهمیت این پروتکل در آن است که برای اولین بار در حقوق بین الملل به تعریف مفاهیم فروش، فحشا و هرزه نگاری کودک، دست زده است.
و دیگری «پروتکل الحاقی دربارهٔ به‌کارگیری کودکان در مناقشات مسلحانه» که خدمت سربازی اجباری افراد زیر ۱۸ سال را ممنوع می‌کند و اعضا تعهد می‌کنند از هر اقدام ممکن برای جلوگیری از ورود کودکان به گروه‌های مسلح استفاده کنند.